# Paximadia (illot)
Paximadia (grec Παξιμάδια, literalment galetes) són dos illots grecs deshabitats situats a uns deu quilòmetres de la costa sud de Creta, a la badia de Messara. El de l'oest fa uns 1,1 km², i el de l'est un 0,6 km².